# Шастански језици
Шастански или шаста језици су породица језика која се састоји од четири изумрла језика, којима је говорено у северној Калифорнији и јужном Орегону.

## Класификација
1. Кономихујски (†)
2. Њуриверскошастански (†)
3. Окванучујски (†)
4. Шастански (или шастика) (†)

Кономихујски се највише разликовао од осталих језика, док је окванучујски можда био дијалекат шастанског језика, који је имао већи број дијалеката.
Сви језици из шастанске породице језика су изумрли. Последњи је изумро шастански језик, који је 1980-их имао само 3 старија говорника.
Шастански језици се обично сврставају у хипотетичку хоканску макро-породицу језика и у оквиру ње у шастанско-палајхниханску грану.